# Guerre du Kalinga
Pour les articles homonymes, voir Kalinga.
La guerre du Kalinga (261 av. J.-C.) est un conflit militaire qui opposa l'empire Maurya au Kalinga, un État du centre-est de l'Inde. Ce fut la seule grande guerre menée par Ashoka, et l'une des plus sanglantes de l'histoire militaire de l'Inde. Le Kalinga, bien qu'ayant longuement résisté, n'était pas de taille à affronter les armées de l'empire Maurya, qui comprenaient près de 400 000 soldats. La violence inouïe de cette guerre, évoquée en particulier dans l'édit no 13 d'Ashoka, serait la raison pour laquelle Ashoka aurait adopté les principes non violents du bouddhisme :

« Après huit années de règne, le roi Piyadasi, cher aux Devas, conquit la contrée de Kalinga. Des centaines de milliers de créatures y ont été enlevées, cent mille y ont été frappées, bien des fois le même nombre y sont mortes [dans cette conquête]. Alors, le roi cher aux Devas s’est aussitôt, depuis l’acquisition du Kalinga, tourné vers le Dharma, il a conçu le zèle du Dharma, il s’est appliqué à la diffusion du Dharma, si grand est le regret qu'a ressenti le roi cher aux Devas au regard de la conquête du Kalinga. »

— Extrait de l'édit no 13 d'Ashoka.